# Центральный (Новосибирская область)
Центра́льный — населённый пункт (тип: разъезд) в Краснозёрском районе Новосибирской области. Входит в состав Садовского сельсовета.

## География
Разъезд примыкает к посёлку Садовый

## История
Населённый пункт появился при строительстве железной дороги. В селении жили семьи тех, кто обслуживал железнодорожную инфраструктуру разъезда.

## Население
| 2002 | 2007 | 2010 |
| ---- | ---- | ---- |
| 41   | ↗57  | ↘36  |

## Инфраструктура
По данным на 2007 год в населённом пункте отсутствовала социальная инфраструктура.